# Billy Cannon
William Abb Cannon, detto Billy (Philadelphia, 2 agosto 1937 – St. Francisville, 20 maggio 2018), è stato un giocatore di football americano statunitense che ha giocato nei ruoli di running back e tight end nella American Football League (AFL) e nella National Football League (NFL). Fu la prima scelta assoluta del Draft NFL 1960 da parte dei Los Angeles Rams e anche la prima scelta del Draft AFL 1960 da parte degli Houston Oilers, decidendo di firmare per questi ultimi. Al college giocò a football all'Università della Louisiana vincendo l'Heisman Trophy, il massimo riconoscimento individuale a livello universitario.

## Carriera professionistica

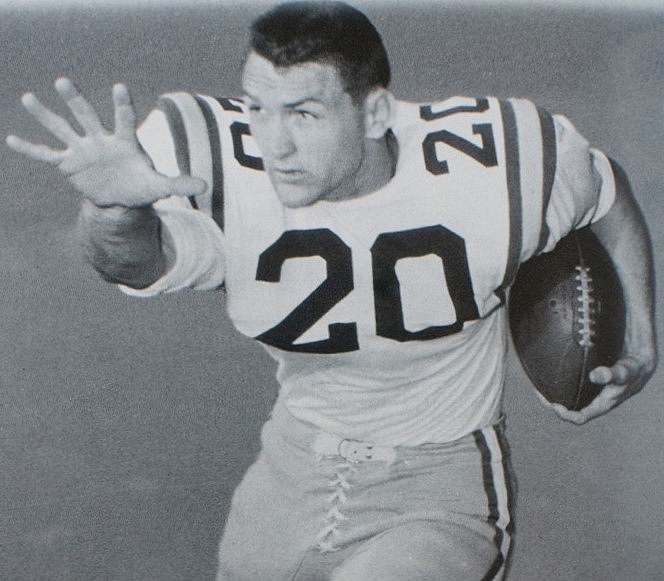
Cannon ai tempi del college

Nel 1960, la firma di Cannon con gli Houston Oilers fu preceduta da una lunga battaglia a suon di offerte tra Rams e Oilers, iniziata col proprietario di Houston Bud Adams che incontrò Cannon nella end zone dopo la vittoria di LSU nello Sugar Bowl, riuscendo alla fine a strappare il prospetto alla lega rivale della NFL. Cannon, un halfback, segnò un touchdown da 88 yard su passaggio di George Blanda nella prima finale del campionato AFL, una vittoria 24-16 sui Los Angeles Chargers. Si ripeté anche nella finale dell'anno successivo segnando l'unico touchdown degli Oilers che si confermarono campioni battendo ancora una volta i Chargers.
Cannon accumulò 2.043 yard totali nel 1961 e guidò la lega in yard corse. Giocò con gli Oilers dal 1960 al 1963 quando passò agli Oakland Raiders nel 1964. Al Davis lo spostò nel ruolo di tight end durante la stagione 1964, terminando la carriera come uno dei migliori giocatori di sempre in quel ruolo. Cannon fu inserito nella formazione ideale della AFL nel 1961 e fu convocato per l'All-Star Game come halfback. Come tight end ottenne gli stessi riconoscimenti, dopo aver segnato 10 touchdown su ricezione. Nel 1969 fu nuovamente convocato per l'All-Star Game come tight end. In carriera segnò un totale di 64 touchdown, 47 dei quali su ricezione. In carriera disputò sei finali del campionato AFL, vincendone due con gli Oilers e una coi Raiders. È uno dei soli venti giocatori ad aver militato nella American Football League per tutti i suoi dieci anni di esistenza e uno dei 14 giocatori ad aver segnato 5 o più touchdown in una partita, record di franchigia degli Oilers/Titans.

## Palmarès

### Squadra

#### Università
- Campionato NCAA: 1

LSU Tigers: 1958
- Sugar Bowl: 1

LSU Tigers: 1958
- SEC Championship:

LSU Tigers: 1958

#### Professionisti
- Campionato AFL: 3

Houston Oilers: 1960, 1961
Oakland Raiders: 1967

### Individuale

#### Università
- Heisman Trophy: 1

1959
- Walter Camp Award: 1

1959
- Chic Harley Award: 1

1959
- First-team All-American: 2

1958, 1959
- AP Giocatore dell'Anno del College Football: 1

1959
- SN Giocatore dell'Anno del College Football: 2

1958, 1959
- UPI Giocatore dell'Anno del College Football:  2

1958, 1959
- AP Running back dell'Anno del College Football: 2

1958, 1959
- UPI Running back dell'Anno del College Football:  2

1958, 1959
- First-team All-SEC: 2

1958, 1959
- Second-team All-SEC: 1

1957
- All-SEC Sophomore team (1957)
- College Football Hall of Fame (Classe del 2008)
- LSU Tigers Hall of Fame (Classe del 1975)
- Numero 20 ritirato dagli LSU Tigers
- SEC Legends

#### Professionisti
- AFL All-Star: 2

1961, 1969
- First-team All-AFL: 2

1961, 1967
- Second-team All-AFL: 2

1960, 1968
- Leader in yard corse della AFL: 1

1961

## Statistiche
| Yard su ricezione | 3.656 |
| Yard su corsa     | 2.455 |
| Touchdown totali  | 63    |

## Vita privata
Il figlio, Billy Jr., fu scelto nel primo giro del Draft NFL 1984 dai Dallas Cowboys, giocandovi per metà stagione prima di venire costretto al ritiro dagli infortuni.